# Kafue
 For alternative betydninger, se Kafue (flertydig). (Se også artikler, som begynder med Kafue)
Kafue er en by med 71.573(2010) indbyggere, der ligger i Lusakaprovinsen i Zambia, på den nordlige bred af Kafuefloden, som den er opkaldt efter. Den er den sydlige port til det centrale zambiske plateau, hvor Lusaka og minebyerne Kabwe og Kobberbælte ligger.

## Geografi
Kafue ligger nedenfor den sydøstlige ende af en række granitbakker der er op til 200 m og strækker sig over et areal på omkring 250 km², og ligger på en jordhylde mellem bakkerne og floden, lige høj nok til at undgå dens årlige oversvømmelse. Byen strækker sig langs nogle lavvandede dale mellem bakkerne. En 400 m bred stribe af små gårde og haver adskiller byen fra et flodsving, som nogle gange oversvømmer en flodslette på 10 km bredde. Den modsatte bred, som er ubeboet bortset fra nogle få små landsbyer eller gårde på højere grund.

## Historie
Under 2. verdenskrig fik 25 polske flygtninge, der flygtede fra tysk- og sovjet-besatte Polen, ophold i Kafue i 1941.

## Religion
Blandt personer på 15 år og derover er 73,11 % protestantiske, 11,08 % tilhører andre religioner, og 15,80 % er ikke tilknyttet nogen religion.